# Comuna Ileanda, Sălaj
Ileanda (în maghiară Nagyilonda) este o comună în județul Sălaj, Transilvania, România, formată din satele Bârsăuța, Bizușa-Băi, Dăbâceni, Dolheni, Ileanda (reședința), Luminișu, Măleni, Negreni, Perii Vadului, Podișu, Răstoci, Rogna și Șasa.

## Scurt Istoric
Comuna Ileanda este străbătută de râul Someș, o importantă arteră de comunicații din cele mai vechi timpuri, care a atras de-a lungul ei formarea unor așezări omenești.
Primele alcătuiri de așezări erau mici, câteva case risipite cu câțiva locuitori așezați într-o regiune unde își puteau găsi cu mai multă ușurință cele necesare traiului. Aceste case erau locuite de daci, ulterior de  romani  până la retragerea lor, dovada o constituie urmele unui drum roman descoperit de cercetători, care a existat pe teritoriul comunei Ileanda. Aceste așezări mici au apărut până  în secolul al XIV-lea ca așezări omenești peste care s-au perindat fel de fel de popoare migratoare dintre care cea mai mare influentă a avut-o elementul slav, fapt ce se constată prin diferite cuvinte și denumiri de origine slavă, ca de exemplu Ileanda ( coasta,spate de deal) Bârsăuța (bârsă= piesă de plug) Dăbâceni de la ( dluboku= adâncime), Răstoci de la (răstoacă= locul unde se oprește apa pentru iazul morii). Ulterior denumirile au fost maghiarizate unele pana în secolul al XVIII-lea, altele până în secolul al XIX-lea, respectiv începutul secolului al XX-lea.
Dacă este să ne raportăm la localitatea de reședință, primele date despre satul Ileanda se cunosc din anul 1350, când se numea ,,Ylandmeze''  ceea ce inseamnă câmpie-șes deoarece așezarea este situată lângă Someș în regiunea de luncă. Din cauza deselor inundații și a năvălirilor tătarilor și a turcilor care produceau pagube mari locuitorilor, așezarea s-a retras pe valea îngustă a Ilenzii.
Ileanda se pare ca a luat ființă ca așezare omenească abia intre anii 1465-1467, când este amintită în documente sub numele de ,,Ilonda" aparținând ca moșie Cetății Ciceului.

## Localizare
Comuna Ileanda este situată în partea de nord-est a județului Sălaj pe șoseaua națională Dej-Baia Mare, la o distanță de aproximativ 40 km de prima localitate și 52 km față de cea de-a doua. Este încadrată de comunele: Gâlgău în partea de sud-est, Poiana Blenchii  în est, Rus în sud, Lozna  în sud-vest, Letca   în vest, Valea Chioarului  în nord-vest, Boiu Mare  în nord și Vima Mică în nord-est ultimele trei comune aparținând județului Maramureș.
Comuna se întinde pe o suprafață de 87 km pătrat cu o populație de 2674 de locuitori.

## Relieful
Zona Ileanda se încadrează în marea unitate a podișului Someșan care are  înfățișarea unei platforme vălurite, în interiorul ei alternând regiuni deluroase înalte, cu altele joase, depresionare, cu altitudinea medie de 600 m
Partea nord-estică și estică aparține  Podișului Purcăreț-Boiu Mare- Jugrăsteni. La est de valea Ileanda, se desfășoară  Dealurile Ciceului, a căror altitudine scade treptat de la 650m în Dealul Toaca spre 500m, iar în partea de sud, sud-vest și vest apar Dealurile Clujului  și Dejului care mărginesc satele de pe stânga Someșului.

## Demografie
Componența etnică a comunei Ileanda
     Români (67,76%)
     Romi (20,18%)
     Alte etnii (0,77%)
     Necunoscută (11,28%)
Componența confesională a comunei Ileanda
     Ortodocși (72,12%)
     Penticostali (10,12%)
     Greco-catolici (4,07%)
     Alte religii (2,08%)
     Necunoscută (11,62%)
Conform recensământului efectuat în 2021, populația comunei Ileanda se ridică la 2.066 de locuitori, în scădere față de recensământul anterior din 2011, când fuseseră înregistrați 2.256 de locuitori. Majoritatea locuitorilor sunt români (67,76%), cu o minoritate de romi (20,18%), iar pentru 11,28% nu se cunoaște apartenența etnică. Din punct de vedere confesional, majoritatea locuitorilor sunt ortodocși (72,12%), cu minorități de penticostali (10,12%) și greco-catolici (4,07%), iar pentru 11,62% nu se cunoaște apartenența confesională.

## Politică și administrație
Comuna Ileanda este administrată de un primar și un consiliu local compus din 11 consilieri. Primarul, Dănuț-Ioan Pop[*], de la Partidul Național Liberal, este în funcție din octombrie 2020. Începând cu alegerile locale din 2024, consiliul local are următoarea componență pe partide politice:
|  | Partid                          | Consilieri | Componența Consiliului | Componența Consiliului | Componența Consiliului | Componența Consiliului |
|  | ------------------------------- | ---------- | ---------------------- | ---------------------- | ---------------------- | ---------------------- |
|  | Partidul Social Democrat        | 4          |                        |                        |                        |                        |
|  | Partidul Național Liberal       | 4          |                        |                        |                        |                        |
|  | Partidul PRO România            | 1          |                        |                        |                        |                        |
|  | Alianța pentru Unirea Românilor | 1          |                        |                        |                        |                        |
|  | Alianța Dreapta Unită           | 1          |                        |                        |                        |                        |

## Atracții turistice
- Biserica de lemn din Ileanda, construcție secolul al XVII-lea, monument istoric
- Biserica de lemn din Negreni, construcție secolul al XVII-lea, monument istoric
- Biserica de lemn "Sfinții Arhangheli Mihail și Gavriil" din satul Podișu, construcție secolul al XVIII-lea, monument istoric
- Biserica de lemn din Răstoci, construcție 1828
- Situl arheologic de la Rogna
- Situl arheologic de la Podișu
- Turnul roman de la Ileanda
- Turnul roman de la Rogna
- Așezări din epoca bronzului în satele Ileanda, Negreni și Podișu
- Așezare preistorică de la Negreni
- Rezervația naturală "Pădurea La castani" de la Rogna
- Rezervația naturală Peștera Măgurici" de la Răstoci
- Lozna, sit de importanță comunitară inclus în rețeaua ecologică europenă Natura 2000 în România.

## Personalități
- George-Ioan Beșe, (1922 - 1993), avocat, deputat